# 7241 Kuroda
7241 Kuroda este un asteroid din centura principală, descoperit pe 11 noiembrie 1990, de Kin Endate și Kazuo Watanabe.